# Neocorynura nictans
Neocorynura nictans är en biart som först beskrevs av Joseph Vachal 1904.  Neocorynura nictans ingår i släktet Neocorynura och familjen vägbin. Inga underarter finns listade i Catalogue of Life.